# Exposition universelle de 1876
L'Exposition universelle de 1876, en anglais Centennial Exhibition of Arts, Manufactures and Products of the soil and mine ou Centennial International Exhibition (littéralement « Exposition internationale du centenaire »), est la première exposition universelle organisée aux États-Unis. Elle se tient à Philadelphie à l'occasion du centenaire de la déclaration d'indépendance des États-Unis d'Amérique, signée dans cette même ville le 4 juillet 1776. Le nom complet de l'exposition est International Exhibition of Arts, Manufactures and Products of the Soil and Mine, ce qui signifie « Exposition internationale des arts, des manufactures et des produits du sol et de la mine ». L'événement est organisé dans le Fairmount Park, le long de la Schuylkill River, sur une superficie totale de 34 hectares.

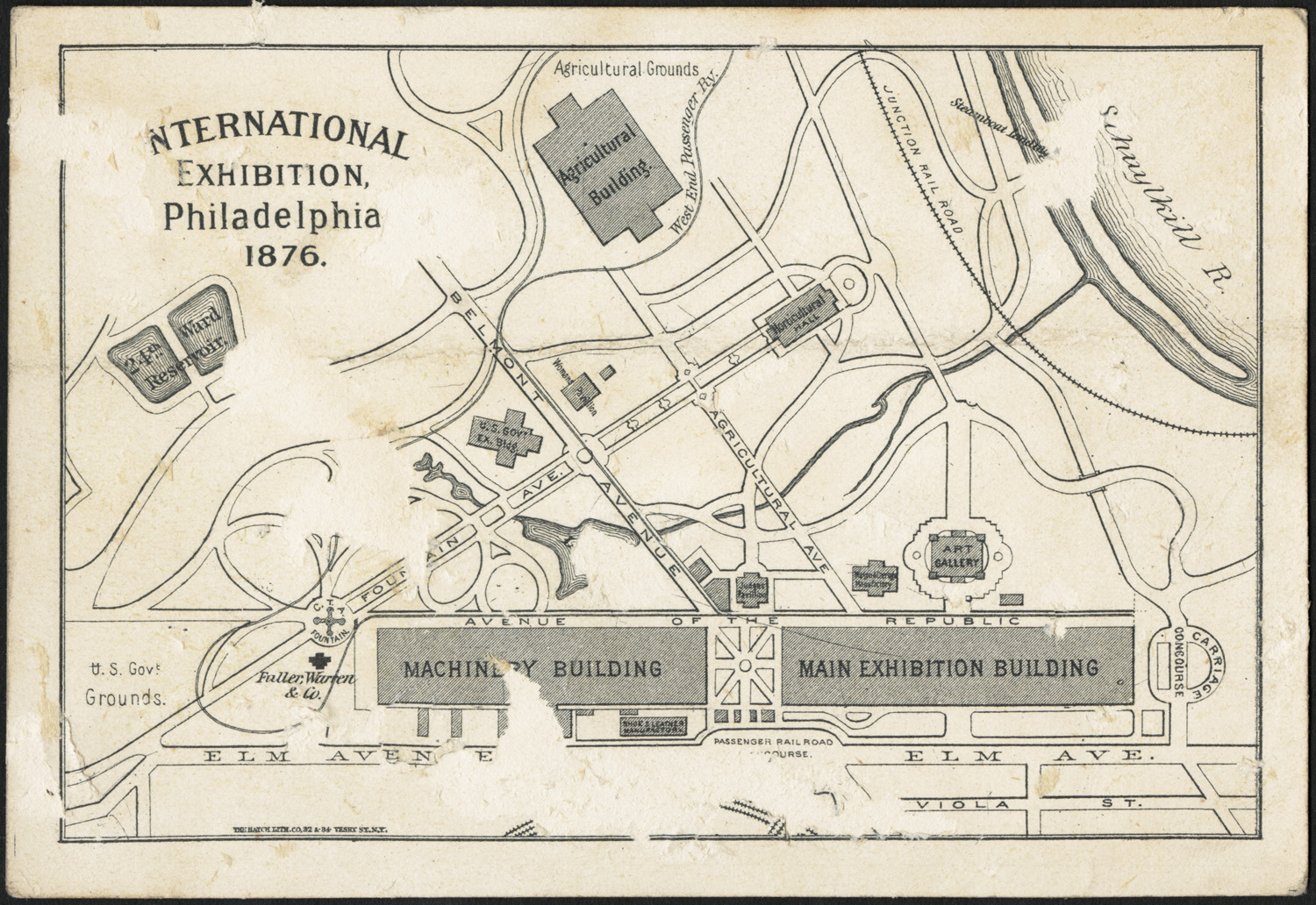
Carte des lieux de l'exposition.

L'exposition est globalement un succès, puisque 9 789 392 personnes la visitent, c'est-à-dire 20 % de la population des États-Unis à l'époque (cependant, certains visiteurs viennent plusieurs fois). Elle coûte quelque 7 millions de dollars, soit 35 millions de francs de l'époque.
L'ingénieur Armand Moisant (qui s'était déjà illustré dans la construction métallique du moulin de la chocolaterie Menier à Noisiel et du Bon Marché à Paris) y construit le pavillon de la France (qui sera réédifié à Paris lors de l'exposition de 1878). C'est à l'occasion de cette exposition que la torche de la statue de la Liberté est pour la première fois présentée au public.

## Projet de la tour centenaire
L'idée d'une tour de 300 mètres de hauteur a été envisagée pour cette exposition. Comme l'évènement était consacré au centenaire de la déclaration d'indépendance des États-Unis, le projet a été nommé « Tour centenaire ». Les ingénieurs américains Clarke et Reeves imaginèrent, en 1874, un pylône cylindrique de 9 mètres de diamètre maintenu par des haubans métalliques, ancrés sur une base circulaire de 45 mètres de diamètre, d'une hauteur totale de 1 000 pieds (environ 300 mètres). Faute de financement, le projet fut abandonné : en effet, même s'il était déjà entré en phase de conception, son coût estimé à un million de dollars empêcha sa construction, notamment à cause de la crise financière de 1873 dont le souvenir marquait encore l'esprit de beaucoup de gens en 1874. C'est l'un des projets dont Gustave Eiffel a pu s'inspirer pour construire la tour Eiffel, pour l'Exposition universelle de Paris de 1889 dédiée, cette fois-ci, au centenaire de la Révolution française.

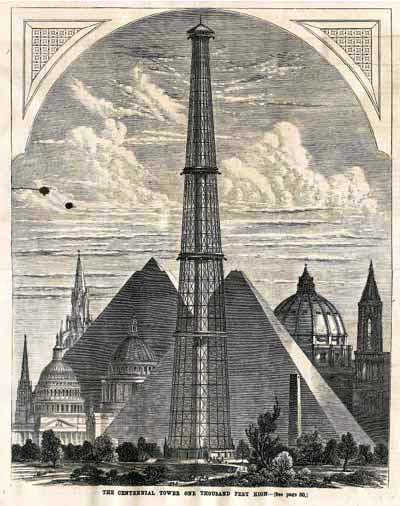
The Centennial Tower est le premier projet crédible d'une tour d'environ 300 mètres, imaginé en 1874 par les ingénieurs Clarke et Reeves pour l'Exposition universelle de 1876.